# Серые (Ельский район)
Серые (бел. Серыя) — деревня в Засинцевском сельсовете Ельского района Гомельской области Белоруссии. Всю деревню окружает большой лес.

## География

### Расположение
В 50 км на юго-запад от Ельска, в 26 км от железнодорожной станции Словечно (на линии Калинковичи — Овруч), в 225 км от Гомеля.

## Транспортная сеть
Транспортные связи по просёлочной, затем автомобильной дороге Засинцы — Ельск. Деревянные крестьянские усадьбы стоящие бессистемно возле дороги.

## История
Согласно письменным источникам известна с середины XIX века. В 1879 году упоминается как селение Скороднянского церковного прихода. Согласно переписи 1897 года хутор Вяленка-Серые, работал хлебозапасный магазин. В 1908 году в Скороднянской волости Мозырского уезда Минской губернии. В 1931 году жители вступили в колхоз. Во время Великой Отечественной войны в декабре 1943 года оккупанты сожгли 17 дворов, убили 2 жителей. В 1959 году в составе колхоза «1 Мая» (центр — деревня Подгалье).

## Население

### Численность
- 2004 год — 7 хозяйств, 10 жителей.

### Динамика
- 1897 год — 7 дворов, 59 жителей (согласно переписи).
- 1908 год — 10 дворов, 87 жителей.
- 1924 год — 14 дворов.
- 1940 год — 18 дворов, 55 жителей.
- 1959 год — 96 жителей (согласно переписи).
- 2004 год — 7 хозяйств, 10 жителей.